# Ligne de Lapalisse au Mayet-de-Montagne
La ligne de Lapalisse au Mayet-de-Montagne est une ancienne ligne ferroviaire à voie métrique unique du réseau ferré secondaire de l'Allier qui reliait la gare de Lapalisse - Saint-Prix à la gare du Mayet-de-Montagne, en Montagne bourbonnaise, dans le sud-est du département français de l'Allier. Longue de 23 km, elle fut exploitée de 1906 à 1939. Elle fut la première, et avec la ligne de Vichy à Lavoine, l'une des deux seules lignes de chemin de fer qui existèrent en Montagne bourbonnaise. 

## Histoire
La Société générale des chemins de fer économiques (SE) racheta la ligne ferroviaire entre Dompierre et Lapalisse après la faillite de son exploitant. Disposant déjà d'un réseau conséquent sur le département, elle souhaitait alors relier celui-ci à cette nouvelle ligne et à Lapalisse, alors une des sous-préfectures de l'Allier. Elle demanda donc à pouvoir réaliser la jonction entre Varennes et Trézelles qui se trouvait sur cette la ligne Dompierre-Lapalisse et en profita pour demander de nouvelles concessions ferroviaires. 
Après de longues discussions au Conseil général, inquiet du déficit chronique du réseau ferroviaire secondaire du département que le Conseil général comblait, la SE obtient son accord en août 1902 pour la création de 3 nouvelles lignes :
- Varennes-sur-Allier-Trézelles
- Trézelles- Le Donjon
- Lapalisse-Le Mayet-de-Montagne

Pour éviter les déboires financiers connus par le département avec la concession des lignes existantes, le Conseil général oblige la SE à réaliser les travaux à un prix forfaitaire sur la base des études des ingénieurs du département. L'exploitation des lignes s'effectuera aux risques de la SE mais si une ligne est bénéficiaire, la SE ne pourra conserver que 2 800 F/km.
La SE obtint formellement le 6 novembre 1903 une concession pour une ligne ferroviaire entre Lapalisse et Le Mayet-de-Montagne et cette ligne fut déclarée d'utilité publique lors de l'approbation législative de la concession le 29 décembre suivant par la Chambre des députés. Le cout estimé était de 2 197 154 francs (environ 8,9 millions d'euros en 2021).
La ligne fut construite à voie métrique unique (les trains pouvaient se croiser à certaines gares où existaient une voie d'évitement). Elle était armée en rail Vignole de 9 mètres de long et de 20 kg/m,. Elle fut ouverte à la circulation le 1er août 1906. À la gare de Lapalisse-Ville, elle assurait une connexion avec Trézelles et via le réseau PLM à Saint-Germain-des-Fossés et Roanne et à partir de 1910, à la gare du Mayet-de-Montagne, avec la ligne de Cusset à Lavoine, une ligne créée et exploitée elle par la Société des Chemins de fer du Centre (CFC) et qui par la suite se prolongera d'un côté jusqu'à Vichy (1912) et de l'autre, par le col de Beau-Louis, vers le réseau des chemins de fer de la Loire et Roanne.
Comme la plupart des lignes du réseau secondaire du département, lourdement déficitaires, elle fut  fermée en juin 1939 par décision du Conseil général. La voie est déclassée le 10 août 1943,.

## Caractéristiques

### Tracé
La ligne suivait grossièrement un axe nord-sud. Elle partait de la gare de Lapalisse - Saint-Prix, propriété alors de la Compagnie des chemins de fer de Paris à Lyon et à la Méditerranée (PLM) et située au sud de la ville, sur la commune de Saint-Prix. Dans cette gare exitaient des voies normales pour la ligne ligne PLM entre Saint-Germain-des-Fossés et Roanne et des voies métriques pour les lignes de la SE. Cette gare était distincte de la plus petite gare de Lapalisse-Ville, une gare de la SE, à laquelle elle est reliée, par la ligne en voie métrique Lapalisse - Chezelles.  

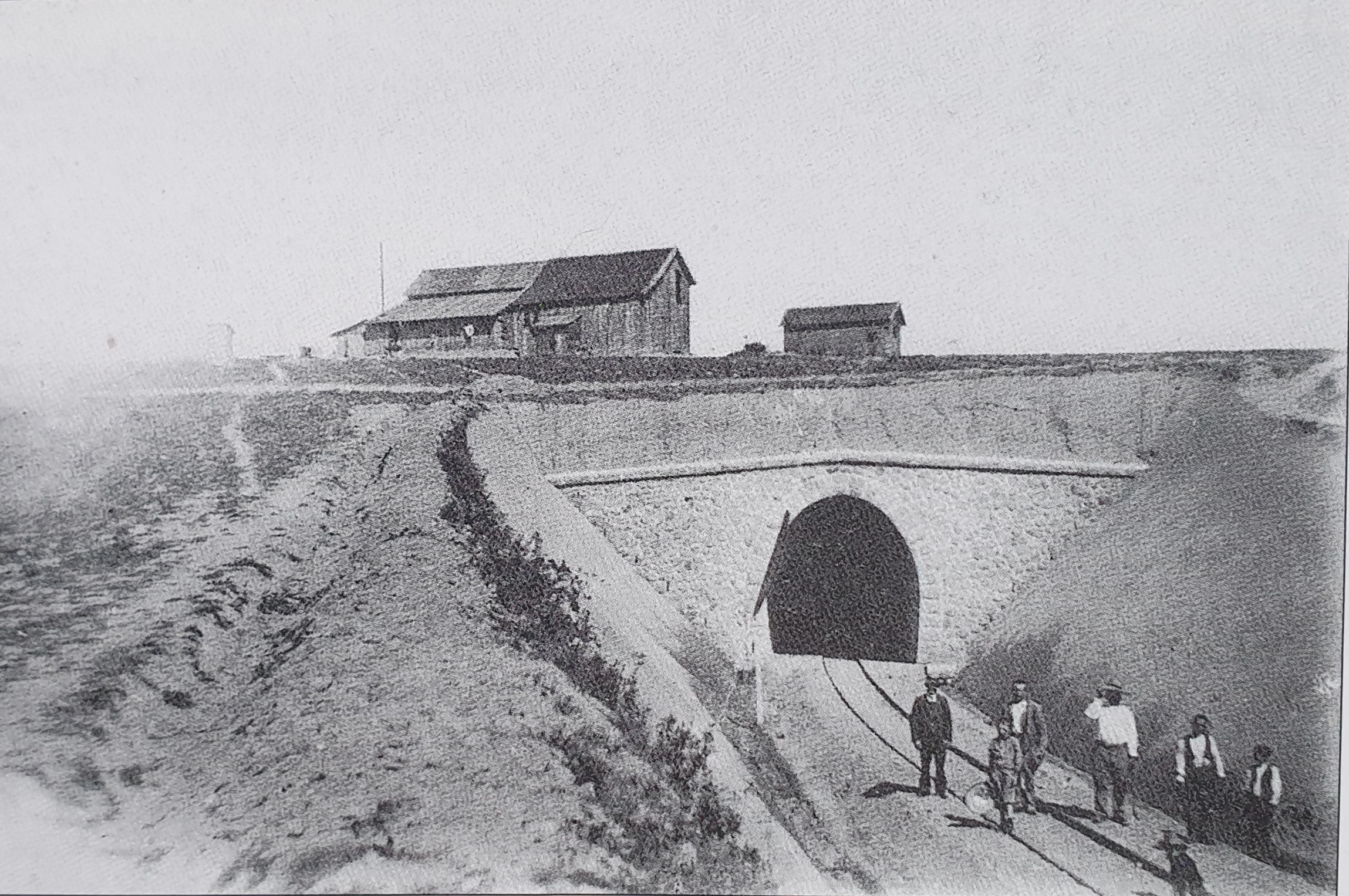
Tunnel de la Croix Rouge où la ligne passait sous la route entre Chatel-Montagne et la Bruyère

Au départ de Lapalisse, la ligne pour Mayet-de-Montagne faisait une boucle pour passer au dessus de la ligne de la PLM par un pont d'une douzaine de mètres puis elle remontait le cours d'un affluent de la Besbre,, le ruisseau Brenasset, jusqu'à l'est d'Isserpent. Le tracé jusqu'au Mayet-de-Montagne devait franchir un important réseau hydrographique s'écoulant vers l'Allier, impliquant des déclivités importantes de la voie ferrée pouvant aller jusqu'à 2,5 cm/m. Après la gare de La Croix-Rouge, elle passait par un tunnel sous la route du Mayet-de Montagne qu'elle allait alors suivre jusqu'à son terminus. 
Le tracé passait par le territoire des communes de Lapalisse, Saint-Prix, Le Breuil, Isserpent, Nizerolles et le Mayet-de-Montagne. 
Le trajet durait entre les deux terminus durait entre 1h10 et 1h20,.

### Gares

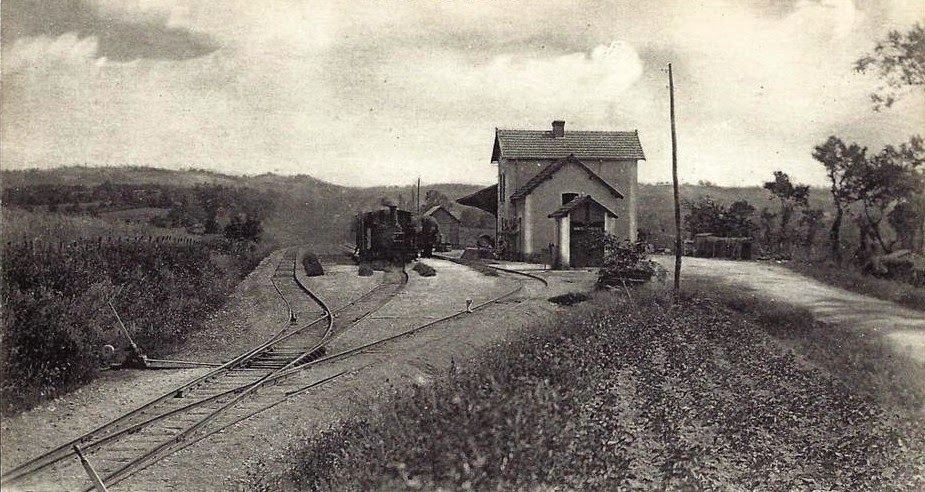
La gare d'Isserpent avec sa voie d'évitement et sa voie de quai

- Gare de Lapalisse - Saint-Prix (km 0), connexion avec le réseau secondaire de la SE et au réseau PLM par la ligne Saint-Germain-des-Fossés et Roanne
- Gare du Breuil (km 4.5)[Note 5]
- Gare d'Isserpent (km 9.4) avec une voie d'évitement[4], située à environ 1 km à l'est du village (46° 09′ 41″ N, 3° 37′ 32″ E)
- Halte de la Croix-Rouge - Chatel-Montagne (km 15), située à 6 km à l'ouest de Chatel, près du carrefour routier et du hameau de La Croix-Rouge[4], à la limite nord de Nizerolles
- Gare de Nizerolles (km 17.8), construite à l'écart du bourg, en contrebas de la route de Lapalisse[6]
- Gare du Mayet-de-Montagne (km 22), connexion avec la ligne de Vichy-Lavoine exploitée par la CFC

Les gares terminus de Lapalisse et du Mayet-de-Montagne sont équipées de prise d'eau pour locomotive, de voies d'évitement et d'une voie de garage